# Hold On (singel 50 Centa)
Hold On – singel amerykańskiego rapera 50 Centa, który promował album pt. Animal Ambition: An Untamed Desire To Win z roku 2014. Utwór ukazał się wraz z teledyskiem 18 marca 2014 roku. Reżyserem widea był Eif Rivera.

## Lista utworów
Digital single
- "Hold On"

## Notowania
| Notowanie (2014)                     | Najwyższa pozycja | Źródło |
| ------------------------------------ | ----------------- | ------ |
| Deutsche Black Charts                | 40                | [ 2 ]  |
| UK Singles (Official Charts Company) | 199               | [ 3 ]  |
| UK R&B (Official Charts Company)     | 38                | [ 4 ]  |
| Hot R&B/Hip-Hop Songs                | 47                | [ 5 ]  |